# Chelictinia riocourii
Il nibbio codadiforbice (Chelictinia riocourii Temminck, 1821) è una specie di uccello della famiglia degli Accipitridi. È l'unica specie del genere Chelictinia Lesson, 1843.

## Descrizione
Il nibbio codadiforbice misura circa 30 cm di lunghezza e ha un'apertura alare di circa 78 cm. Di aspetto simile a una sterna, presenta un piumaggio color grigio argento sulle regioni superiori e più chiaro su quelle inferiori, ma la sua caratteristica più peculiare è la coda profondamente biforcuta, anch'essa di colore grigio. La «faccia» è bianca, con una macchia scura attorno a ogni occhio, di colore rosso.

## Distribuzione e habitat
La specie è diffusa attraverso l'intera lunghezza della regione afrotropicale, dal Senegal all'Etiopia, ma è confinata in gran parte a una sottile striscia di territorio compresa tra i 15 e gli 8° N (con punte massime a 19° N nell'Africa occidentale e a 1° S nel Kenya). Nidifica nel Sahel, ma esiste una piccola popolazione stanziale nel Kenya settentrionale e in Uganda. È una specie migratrice, che si sposta a sud (pur restando nell'emisfero boreale) in novembre dopo la riproduzione, periodo che coincide con l'inizio della stagione secca. Ritorna verso nord con le prime piogge, in febbraio, ma le distanze percorse durante la migrazione variano da un anno all'altro. Vive nelle savane e in habitat semi-desertici, dal livello del mare fino a 500 m.

## Biologia

### Alimentazione
Cattura prevalentemente rettili, come lucertole e serpenti, insetti e ragni e, occasionalmente, piccoli roditori. Animale gregario, si raduna in gruppi numerosi presso il fronte degli incendi della savana per catturare gli Ortotteri o in vicinanza delle mandrie di bestiame al pascolo per cacciare gli insetti.

### Riproduzione
Il nibbio codadiforbice costruisce piccoli nidi (di 30–40 cm di diametro) fatti di ramoscelli su alberi spinosi, spesso vicino a nidi di rapaci più grandi come il serpentario o il biancone o, talvolta, in prossimità degli insediamenti umani. La stagione della riproduzione, in gran parte dell'areale, va da maggio a settembre, ma in Senegal dura da dicembre a febbraio e in Kenya va da marzo a giugno o da agosto in poi.

## Conservazione
Il numero di esemplari in Africa occidentale è diminuito a partire dagli anni '70 a seguito dei programmi di controllo delle locuste, ed è vulnerabile agli effetti dei pesticidi. Dal momento che vive unicamente nella regione del Sahel, è probabile che stia subendo gli effetti del continuo deterioramento del suo ambiente naturale.